# Desmometopa m-nigrum
Desmometopa m-nigrum är en tvåvingeart som först beskrevs av Zetterstedt 1848.  Desmometopa m-nigrum ingår i släktet Desmometopa och familjen sprickflugor. Arten är reproducerande i Sverige. Inga underarter finns listade i Catalogue of Life.